# Førde (ville)
Førde est une ville du comté de Sogn og Fjordane, centre administratif de la kommune de Sunnfjord en Norvège.